# Commandement de l'entrainement au combat interarmes
Le commandement de l'entrainement au combat interarmes (COM ECIA) est un commandement spécialisé du niveau divisionnaire de l'Armée de terre française.

## Présentation
Le commandement de l'entrainement et des écoles du combat interarmes (COM E2CIA) est créé le 1er juillet 2018 par la fusion du commandement des centres de préparation des forces (CCPF) et de l'école du combat interarmes (ECIA). Une cérémonie célébrant sa création se déroule le 2 juillet au quartier Gallien à Mourmelon-le-Grand.
Le COM E2CIA est l'héritier des traditions de la 12e division légère blindée école. Son état-major est implanté à Mourmelon-le-Grand et il dispose d'un détachement à Mailly-le-Camp.

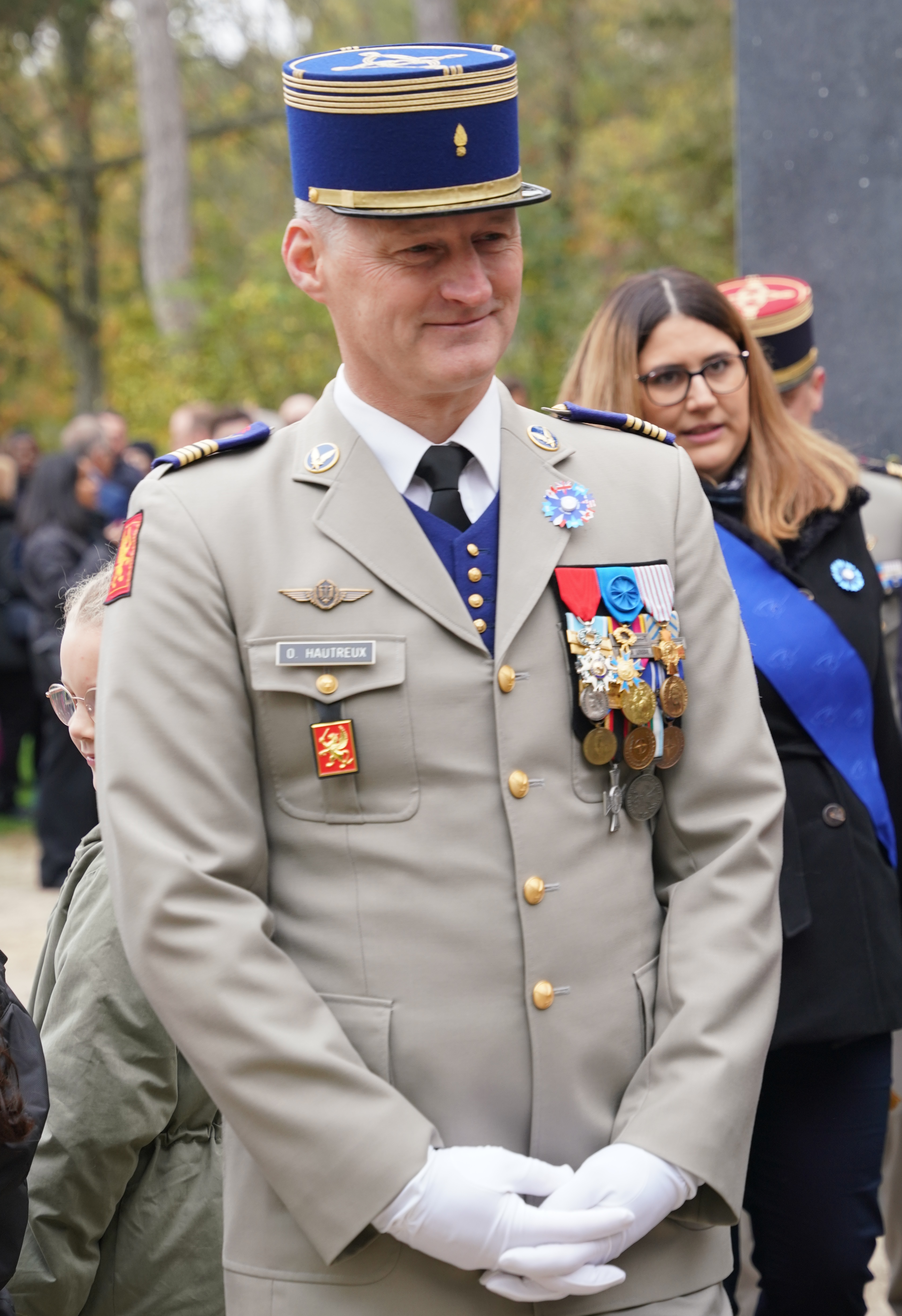
Un officier du COM ECIA avec son badge d'épaule.

En 2024, le plan de réorganisation "Armée de terre de combat" le transforme en commandement de l'entrainement au combat interarmes (COM ECIA).

## Composition

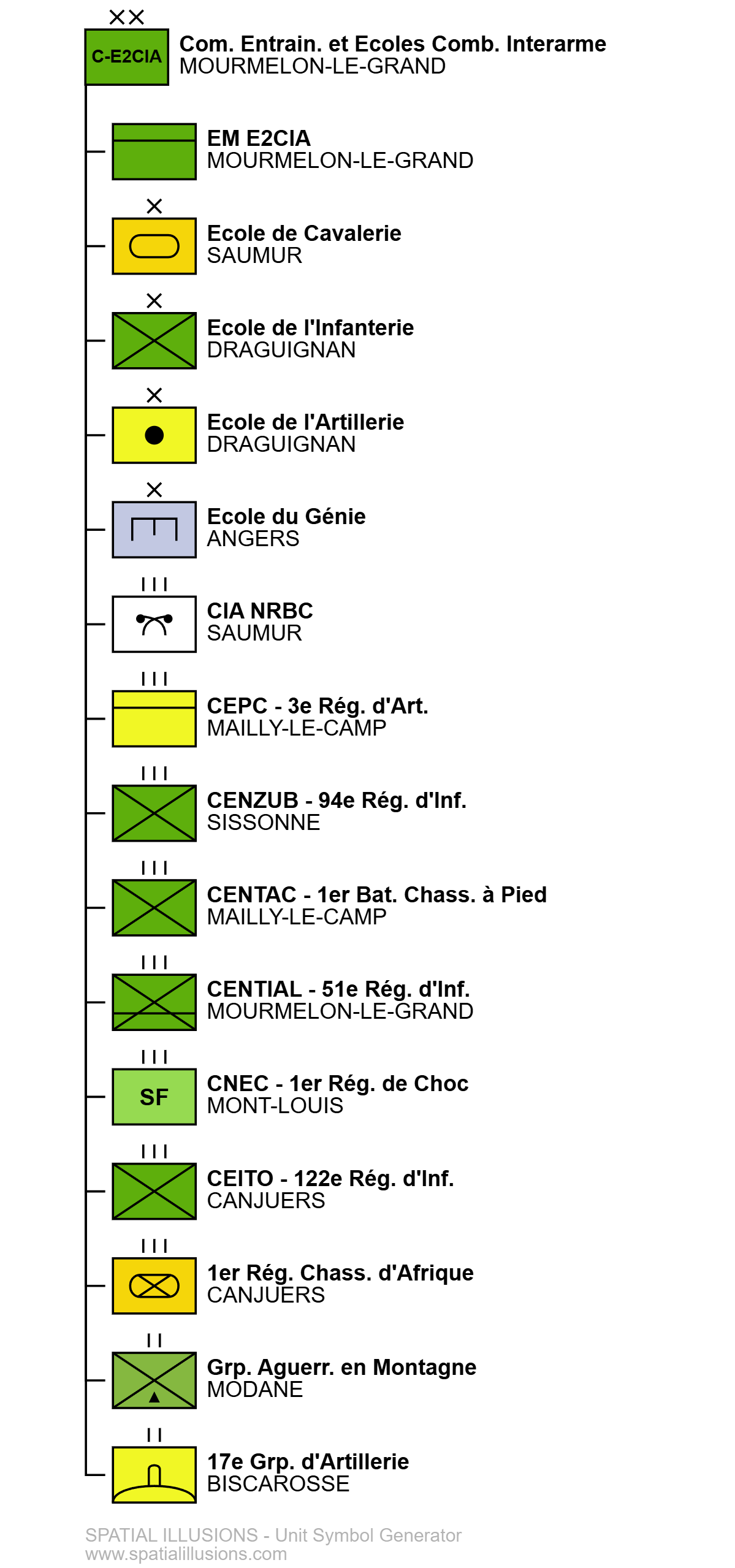
ORBAT-CECIA

| Unités                                                                            | Abréviation      | Localisation                     |
| --------------------------------------------------------------------------------- | ---------------- | -------------------------------- |
| Centre d'entraînement des postes de commandement - 3e régiment d'artillerie       | CEPC - 3e RA     | Camp de Mailly                   |
| Centre d'entrainement au combat - 1er bataillon de chasseurs à pied               | CENTAC - 1er BCP | Camp de Mailly                   |
| Centre d’appui et de préparation au combat interarmes - 51e régiment d'infanterie | CAPCIA - 51e RI  | Mourmelon-le-Grand               |
| Centre d'entraînement aux actions en zone urbaine - 94e régiment d'infanterie     | CENZUB - 94e RI  | Camp de Sissonne                 |
| 1er régiment de choc                                                              | 1er Choc         | Mont-Louis (Pyrénées-Orientales) |
| 17e régiment d'artillerie                                                         | 17e RA           | Biscarrosse                      |

## Commandants

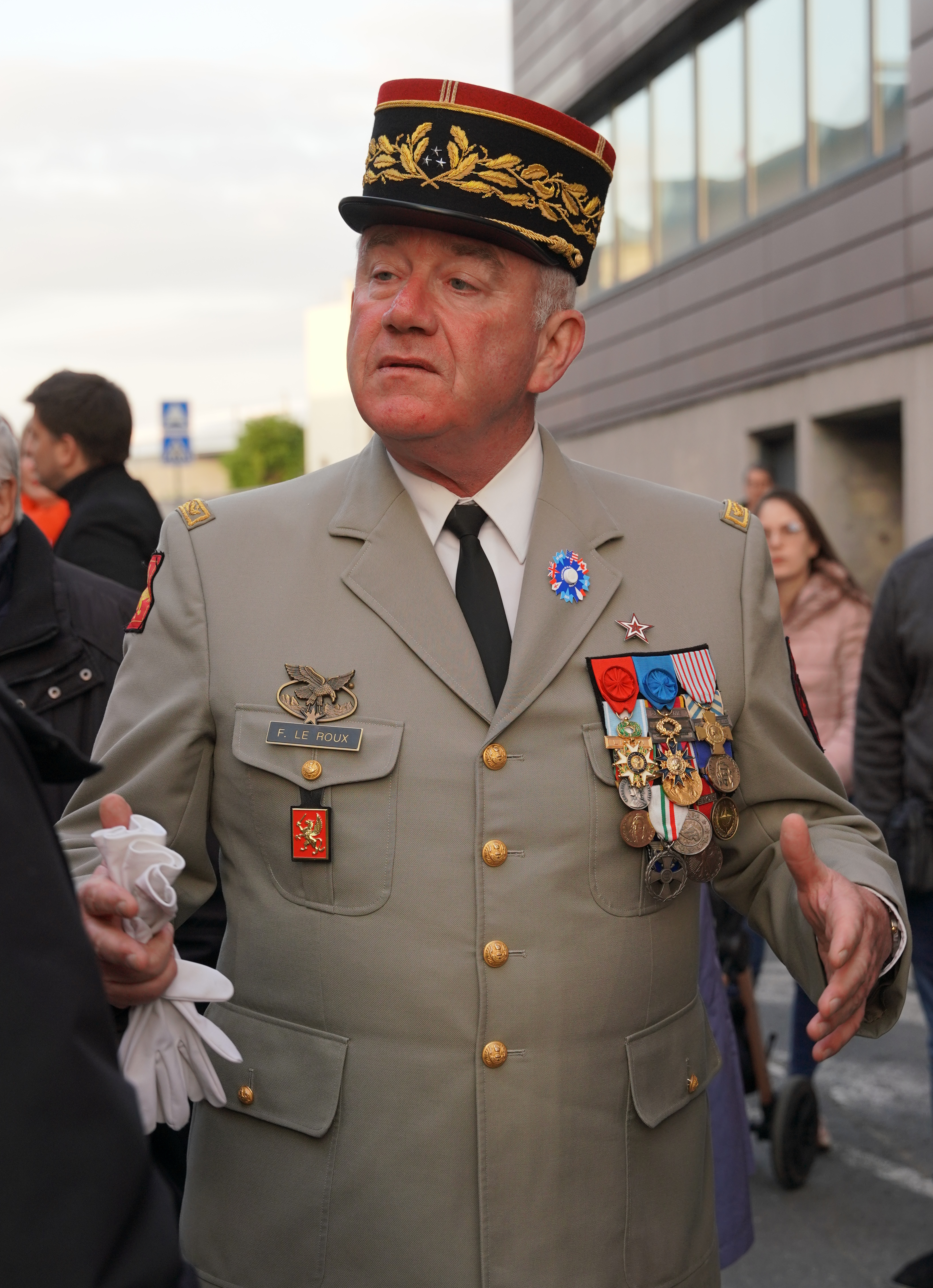
Le général Le Roux.

- De 2022 à 2024 : général Jean-Michel Guilloton[3].